# Rocksource
Rocksource ASA é uma companhia petrolífera sediada em Bergen, Noruega.

## História
A companhia foi estabelecida com uma parceria entre petroleiras e acadêmicos da Universidade de Bergen.